# Florencia de Saracho
Florencia de Saracho (Hermosillo, Meksiko, 4. prosinca 1981.) meksička je glumica. Najpoznatija je po ulozi Mariele Fregoso u telenoveli Zauvijek zaljubljeni.

## Filmografija
- La Mujer Del Vendaval kao Maria Laura Morales (2013.)
- Prkosna ljubav kao Natalia Gutiérrez Jimenez (2012.)
- Kad zavolim, vrijeme stane kao Adriana Beltrán (2010.)
- More ljubavi kao Elena 'Elenita' Parra-Ibáñez Briceño (2009. – 2010.)
- Zauvijek zaljubljeni kao Mariela Fregoso (2008. – 2009.)
- Yo amo a Juan Querendón kao Marely Cachón de la Cueva (2007.)
- Rebelde kao Romina (2006.)
- Piel de otoño kao Liliana Mendoza Villareal (2005.)
- Sueños y caramelos (2005.)
- Las vías del amor kao Pamela Fernández (2002.)